# Los Altos (Hiszpania)
Los Altos – gmina w Hiszpanii, w prowincji Burgos, w Kastylii i León, o powierzchni 139,85 km². W 2011 roku gmina liczyła 199 mieszkańców.